# Distretto di Kajaki
Il distretto di Kajaki è un distretto dell'Afghanistan situato nell'area orientale della provincia dell'Helmand. La popolazione, che al 2005 contava 60.700 abitanti, è in larga parte Pashtun. Capitale del distretto è il villaggio di Kajaki.